# Senecio obtusatus
Senecio obtusatus là một loài thực vật có hoa trong họ Cúc. Loài này được Wall. ex DC. miêu tả khoa học đầu tiên năm 1836.